# 天鷹座V1401
天鷹座V1401，又名BD-12 5641，HD 190390、SAO 163245、HR 7671，是天鷹座的一颗恒星，视星等为6.34，位于銀經30.6，銀緯-21.53，其B1900.0坐标为赤經19h 59m 34.1s，赤緯-11° -21.53′ 56″。